# Five Penn Center
Five Penn Center – wieżowiec w Filadelfii, w stanie Pensylwania, w Stanach Zjednoczonych, o wysokości 149 m. Budynek został otwarty w 1970 i liczy 36 kondygnacji.